# Matsyendrasana
Matsyendrasana (en sánscrito: मत्स्येन्द्रासन, AITS: matsyendrāsana), postura de Matsyendra o postura del señor de los peces es una asana de torsión sentada del hatha yoga. Es una postura de nivel intermedio.

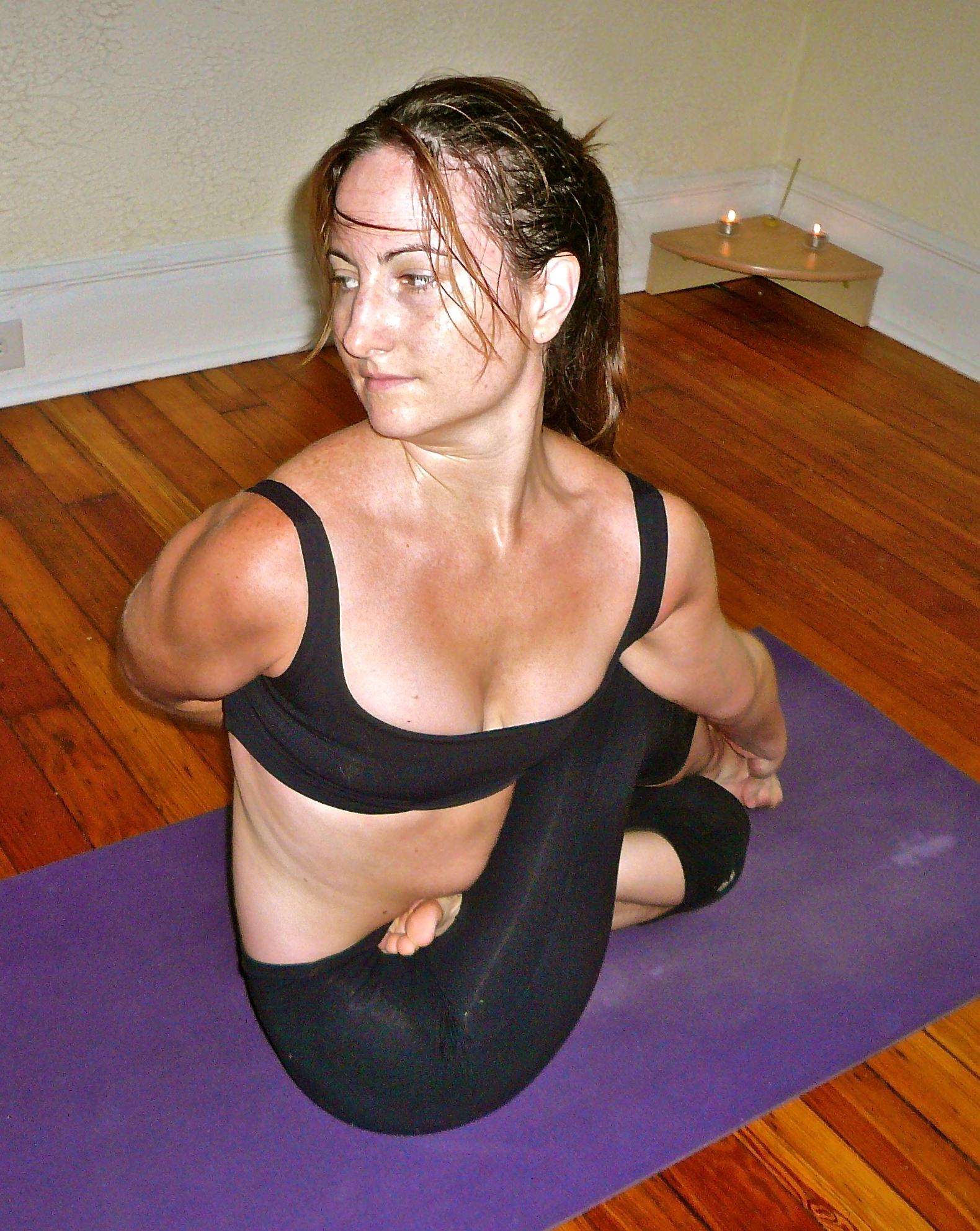
Paripuna Matsyendrasana, la forma final de la postura

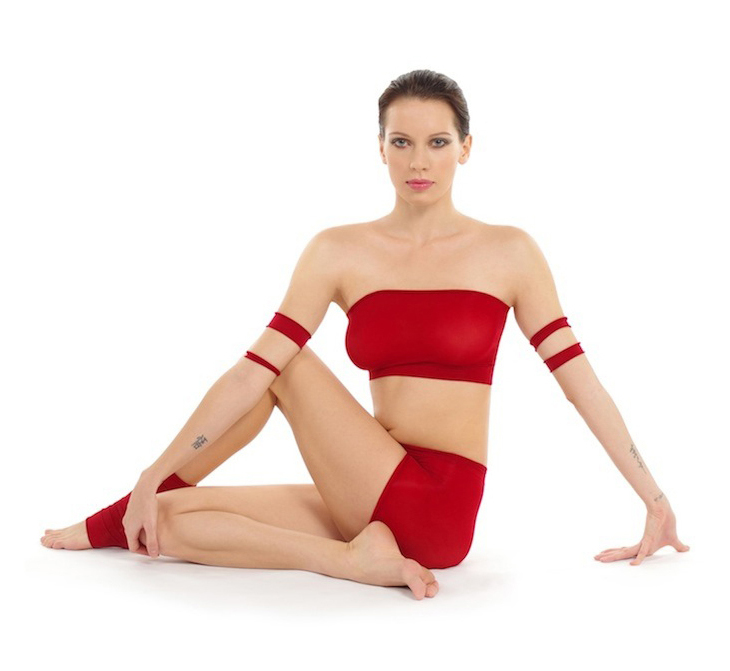
Ardha Matsyendrasana, una variante más simple y fácil

Una variante más fácil y común es Ardha Matsyendrasana. La forma final de la postura es Paripuna Matsyendrasana, en donde la torsión lateral es máxima.

## Etimología y origen
La palabra en sánscrito Matsyendrasana significa 'postura del señor de los peces': 
- Matsyendra (en sánscrito: मत्स्येन्द्र), que hace referencia al nombre de uno de los fundadores del hatha yoga: Matsyendra, también llamado Matsyendranātha.[5][6] El nombre está compuesto por dos palabras:
  - Matsya (en sánscrito: मत्स्य, AITS: matsya), que significa 'pez'[7]
  - Indra (en sánscrito: इन्द्र), que significa 'rey' o 'señor'[8]

- Asana (en sánscrito: आसन, AITS: āsana), que significa 'postura'[9]

### Origen
La aparición más temprana es en el libro del siglo XV Hatha Yoga Pradipika, uno de los libros más importantes sobre Hatha yoga, escrito por Svātmārāma en donde la postura es mencionada en el capítulo II, versos 26 y 27.
La posición está también descrita en el capítulo II en los versos 22 y 23 del libro Gheranda-samjita del siglo XVI de la siguiente manera:

Manteniendo la región abdominal relajada como la espalda, doblando la pierna izquierda, colócala sobre el muslo derecho; luego coloque en este el codo de la mano derecha, y coloque la cara en la palma de la mano derecha, y fije la mirada entre las cejas. Esto se llama la postura de Matsyendra.
Gheranda-samjita II.22-23, Siglo XVI

B. K. S. Iyengar, fundador del Yoga Iyengar, cuenta sobre esta postura en su libro La Luz del Yoga, publicado originalmente en inglés en 1966, que una vez el Señor Shiva fue a una isla solitaria y le explicó a su consorte Parvati los misterios del Yoga. Un pez cerca de la orilla escuchó todo con concentración y permaneció inmóvil mientras escuchaba. Shiva, al darse cuenta de que el pez había aprendido Yoga, roció agua sobre él, e inmediatamente el pez adquirió forma divina y se convirtió en Matsyendra (Señor de los Peces) y posteriormente difundir el conocimiento del Yoga.

## Beneficios atribuidos
De acuerdo a Iyengar, mediante la práctica de esta asana, se obtienen los beneficios mencionados en Marichyasana III, en donde a través de «la práctica regular de esta asana, los dolores de espalda, el lumbago y los dolores en las caderas desaparecen rápidamente. El hígado y el bazo se contrae y por lo tanto se tonifica y deja de ser perezoso. Los músculos del cuello ganan fuerza. Los esguinces en el hombro y el desplazamiento de las articulaciones del hombro se alivian y los movimientos del hombro se vuelven libres. Los intestinos también se benefician de esta asana. Sus efectos serán menores en personas delgadas, para quienes se describen mejores poses más adelante. También ayuda a reducir el tamaño del abdomen». En Matsyendrasana, a medida que se intensifica más el rango de movimiento, los efectos también son mayores. En Marichyasana III se aprieta la parte superior del abdomen. En cambio, en Matsyendrasana  la parte inferior del abdomen tiene el beneficio del ejercicio. La próstata y la vejiga no se agrandan si uno practica regularmente.
Junto a Baddha Konasana, Paschimottanasana, Vajrasana, Upavistha Konasana, Marjariasana, Ustrasana, Shashankasana, Janu Sirsasana y Kapotasana, es una postura recomendada para contribuir al manejo de la eyaculación precoz al mejorar la circulación en la zona pélvica, el tono y la flexibilidad de los músculos del perineo y la pelvis, y la salud del aparato reproductor y sistema urinario, además facilitar una mayor excitación y promover mejores y más controlados orgasmos.

## Estudios
Un estudio publicado el 2012 en India sobre el efecto del hatha yoga en el fortalecimiento de la espalda en donde participaron 50 obreros de construcción de casas de la ciudad de Gwalior y que incluyó una rutina de asanas como Bhujangasana, Dhanurasana, Vakrasana, Ardha Matsyendrasana, Halasana, Paschimottanasana, Shalabhasana, Uttanapadasana, Ustrasana, pranayamas, mantras, meditación y la secuencia surya namaskara durante un periodo de 3 meses, mostró efectos significativos del grupo experimental (25 personas) en comparación del grupo de control (25 personas).

## Contraindicaciones
Se encuentra contraindicada para personas con lesiones o cirugías en la espalda. Las personas que sufren de dolor severo de espalda o cuello deben practicar con precaución y bajo estrecha supervisión. Aquellos con problemas de hernia discal deben evitar esta postura por completo. Aquellos con problemas de órganos internos pueden encontrar esta postura difícil y dolorosa.
También está contraindicada para mujeres que están embarazadas.